# 안데르스 스벤손
안데르스 스벤손(스웨덴어: Anders Svensson, IPA: [ˈandɛʃ ˈsvɛnsɔn], 1976년 7월 17일, 예테보리 ~ )은 스웨덴의 전직 축구 선수이다. 포지션은 미드필더였다.

## 클럽 경력
이전에는 IF 엘프스보리 (1993년~2001년), 사우샘프턴 FC (2001년~2005년)에서 선수 생활을 했으며, 2003년 사우샘프턴의 FA컵 우승에 공헌하였다. 2005년 IF 엘프스보리로 복귀하였다.

## 국가대표팀 경력
스웨덴 축구 국가대표팀에는 1999년 남아프리카 공화국과의 경기에서 데뷔해, 현재 (2010년 9월)까지 110경기에서 17골을 기록했으며, 스웨덴 대표로 2002년 FIFA 월드컵, UEFA 유로 2004, 2006년 FIFA 월드컵, UEFA 유로 2008, UEFA 유로 2012에 출전한 바 있다.

## 같이 보기
- A매치 100경기 이상 출전한 축구 선수 명단